# 热巧克力效应
热巧克力效应（英語：Hot chocolate effect）声音在盛有一定液体的杯内传播；液体内有气泡和无气泡时的速度（频率），人耳就能听出不同的效应，称为热巧克力效应。这是一种波动力学效应；由法朗克·克劳福特首次纪载于1982年；他当时在一杯热液体中，倒入可溶巧克力粉；一面攪动而振动杯子发声；他听到，巧克力溶解有大量气泡冒出时和没气泡时的声音不同；故把这种效应称为巧克力效应。此后，经继续研究；凡在液体内加入可溶物质，溶解有大量气泡出现，声音在有气泡和无气泡液体内传播速度都不同。
用杯内所盛液体中气泡的密度影響声音在液体中传播速度不同来解析热巧克力效应：
声音在杯内形成驻波；杯底到液面的高度为驻波长的四分之一；波长是一常数；而声波在杯内液体中传播的关系为：波速v=频率·波长
声音在液体内传播的速度v=k/p的开方; 这里p是液体的密度；k是液体的可压缩系数(Bulk modulus （页面存档备份，存于）)；
水约比空气密800倍；但空气的可压缩系数比水的约大15000倍；当水中充满气泡时，杯中介质整体密度变小，但可压缩系数变大更快；因而大大减小声音在杯内的上升速度。在波长一定情况下，杯内驻波的频率在气泡多时就会减小。
由此，可以看出，杯中液体所溶介质，气泡形成的速度和密度都会直接影响驻波的频率。